# Larry King
Larry King, właśc. Lawrence Harvey Zeiger (ur. 19 listopada 1933 w Nowym Jorku, zm. 23 stycznia 2021 w Los Angeles) – amerykański dziennikarz, osobowość radiowa i telewizyjna, prezenter oraz rzecznik prasowy, którego praca została wyróżniona nagrodami, w tym dwiema Peabody Award, Emmy i dziesięcioma CableACE Award.

## Życiorys
Urodził się na nowojorskim Brooklynie w rodzinie ultraortodoksyjnych Żydów, jako syn Jennie (z domu Gitlitz), pochodzącej z Wilna pracownicy branży odzieżowej, i Aarona Zeigera, restauratora wywodzącego się z Kołomyi. Miał dwóch braci – Marty’ego i Irwina. Ukończył Lafayette High School.
Pierwszy kontakt z dziennikarstwem miał w 1955 roku. Zgłosił się do nowopowstałej rozgłośni radiowej WAHR na Florydzie. Zdał test głosu i został przyjęty do pracy. Właściciel radiostacji, Marshall Simmonds, obiecał Zeigerowi, że przed mikrofonem zasiądzie "jak tylko nadarzy się okazja". Na debiut przed mikrofonem czekał jednak aż dwa lata. W tym czasie zajmował się pracami porządkowymi. Simmonds dotrzymał słowa w 1957 roku, postawił jednak warunek: zmiana nazwiska na bardziej radiowe.
W 1957 Lawrence Zeiger przyjął pseudonim Larry King. Wiąże się z tym anegdota, powtarzana przez samego Kinga. Na pięć minut przed pierwszym wejściem na antenę pseudonim wymyślił mu Marshall Simmonds, który w gazecie zobaczył reklamę hurtowni King’s Wholesale Liquor.
1 maja 1957 roku, o godzinie 9:00 rano, w rozgłośni radiowej WAHR w Miami Beach na Florydzie Larry King zadebiutował na antenie. Jego audycja Larry King Show trwała od 9 rano do południa. Dano mu też szansę prowadzenia popołudniowych wiadomości.
Od 1978 regularnie prowadził nocny talk-show na falach Mutual Radio Network. W czerwcu 1985 zatrudniono go w telewizji CNN (Cable News Network). Był gospodarzem nadawanego z Los Angeles Larry King Live. Przeprowadził ponad 40 tys. wywiadów. Rozmawiał m.in. z Margaret Thatcher, Nancy Reagan, Madonną, Monicą Lewinsky, Michaelem Jordanem, Michaiłem Gorbaczowem, Barbarą Bush, Tonym Blairem, Władimirem Putinem, Céline Dion, Hunter Tylo, a także z mordercą Johna Lennona, Markiem Davidem Chapmanem.
Niezwykle wyrazisty wizerunek Kinga i jego charakterystyczny głos były często wykorzystywane przez Hollywood. Użyczył głosu w serialu animowanym Simpsonowie (1991, 1994) i komedii animowanej Film o pszczołach (Bee Movie, 2007), a także postaci barmana-transwestyty z filmów Shrek 2 (2007) i Shrek Trzeci (2010).
W 2008 wziął udział w kampanii społecznej wyrażającej sprzeciw wobec wprowadzenia w amerykańskim stanie Kalifornia poprawki legislacyjnej zamykającej drogę parom jednopłciowym do zawierania małżeństw, tzw. Propozycji 8.
16 grudnia 2010, po 25 latach pracy dla CNN, poprowadził ostatni program Larry King Live, który został wyemitowany 17 grudnia 2010. Kończąc ostatni odcinek powiedział: Good night and thank you all for watching. Decyzję o zakończeniu kariery argumentował tym, że chce teraz dużo czasu spędzać z rodziną. Dziennikarza pożegnali Bill Clinton i Barack Obama.
W 2012 powrócił do przeprowadzania wywiadów w ramach programu Larry King Now, dostępnego tylko na terenie Stanów Zjednoczonych w serwisach VOD, takich jak Hulu. Od 13 czerwca 2013 prowadził nowy program Politicking w rosyjskiej, wielojęzycznej stacji informacyjnej RT.
Zmarł 23 stycznia 2021 w szpitalu w Los Angeles, w wyniku COVID-19.